# リリーカード
リリーカードとは、1988年から2003年まで名古屋市交通局で使われていた磁気式乗車カード（プリペイドカード）である。1988年（昭和63年）3月1日発売。名古屋市営地下鉄、名古屋市営バスで使用することができた。
1998年（平成10年）5月6日の「ユリカ」発売により販売終了、2003年（平成15年）から残額を移行したユリカへの交換を行っていたが、2006年（平成18年）に交換を終了した。2011年（平成23年）からはICカード「manaca」が導入され「ユリカ」も販売終了した。
名称は、名古屋市の花であるユリを意味する英語「リリー (lily) 」に由来する。なお「ユリカ」の名称も同様である。
なお本項では、名古屋市営地下鉄で発行されていた磁気式回数乗車券「回数券カード」についても触れる。

## 概要
リリーカードは、名古屋市交通局の市バス・地下鉄で利用することができた。有効期限は設けられておらず、残額がある間は使用可能であった。
1988年（昭和63年）3月1日に発売され、同年4月1日から名古屋市営地下鉄全線で使用開始された。リリーカードで地下鉄に乗車する際は、カードが利用できる自動券売機にリリーカードを投入し、普通乗車券を購入して使用した。また、のりこし自動精算機では乗車券の不足金額の支払いにリリーカードを使用することもできた。ユリカとは異なり、カードを直接自動改札機に投入することはできなかった。
翌1989年（平成元年）9月10日 、市営地下鉄桜通線が開業。同時に地下鉄回数券が磁気カード化し「回数券カード」となった。これが名古屋市営地下鉄では初となる、自動改札機に直接投入できる乗車カードであった。
同1989年にはリリーカードの路線バスでの導入も開始され、10月2日より基幹バス1号系統に試験導入。バスに乗車する際は、運賃箱の磁気カードリーダーに直接投入して使用できた。
1991年（平成3年）10月1日、リリーカードが市営バス全線に導入された。翌1992年（平成4年）4月1日には、名鉄バスと共同運行する基幹バス2号系統で、リリーカードと名古屋鉄道の「パノラマカード」の共通利用が可能となった。
1998年（平成10年）5月5日に「リリーカード」および「回数券カード」の販売を終了し、翌5月6日から「ユリカ」によるストアードフェアシステムを導入した。
2003年3月のリリーカード使用停止後は、残高を移し替えたユリカと交換するサービスを行っていたが、2006年3月31日をもってユリカとの交換が終了し、以後は無効となった。

## 歴史
- 1988年（昭和63年）
  - 3月1日 - リリーカード発売。
  - 4月1日 - リリーカードを名古屋市営地下鉄全線で使用開始。
- 1989年（平成元年）
  - 9月10日 : 地下鉄桜通線開業。同時に地下鉄回数券が磁気カード化し「回数券カード」となる。
  - 10月2日 - リリーカードを基幹1号系統に試験導入。
- 1991年（平成3年）10月1日 - 名古屋市営バス全路線に導入。
- 1992年（平成4年）4月1日 - 基幹2号系統で名古屋市営バスと名鉄バスでの共通乗車が可能になる。
- 1998年（平成10年）
  - 5月5日 - 「リリーカード」「回数券カード」販売終了。
  - 5月6日 - 「ユリカ」によるストアードフェアシステム導入。
- 2003年（平成15年）3月27日
  - ユリカの一部を共通乗車カードシステム「トランパス」対応とする。
  - 同時にリリーカードが使用不可となり、残額を同額のユリカと交換するサービスを開始。
- 2006年（平成18年）3月31日 - この日をもってユリカとの交換を終了、以後無効となる。
- 2011年（平成23年）
  - 2月10日：ユリカの販売を終了。
  - 2月11日 : ICカード乗車券「manaca」を導入[3]。

## カードの種類
- リリーカード500（発売額: 500円、500円分使用可能）
- リリーカード1000（発売額: 1,000円、1,000円分使用可能）
- リリーカード3200（発売額: 3,000円、3,200円分使用可能）
- リリーカード5400（発売額: 5,000円、5,400円分使用可能）

昼間割引券はなかった。通常柄のカードの他に、絵柄を指定できるものもあった。
また記念品などの贈答用として、メッセージやイラストを入れたオリジナルカードを注文作成できるサービスも行われていた。
- モデルタイプ
  - あらかじめ用意された絵柄のうち好きなものを選択し、自由にメッセージやイラストを入れることができた。最低50枚から印刷された。
- フリータイプ
  - 絵柄や文字を自由にデザインすることができた。最低300枚から100枚単位で印刷された。
- 百合のカードにメッセージ印刷
  - 通常柄の「リリーカード500」に自由にメッセージを追加することができた。最低10枚から印刷された。